# مؤسسه ملی زبان‌ها و تمدن‌های شرقی
مؤسسه ملی زبان‌ها و تمدن‌های شرقی (فرانسوی:Institut national des langues et civilisations orientales) که به اختصار اینالکو (فرانسوی: INALCO) خوانده می‌شود، یک مؤسسه آموزش عالی دولتی واقع در شهر پاریس است که در آن حدود صد زبان زنده دنیا (غیر از زبان‌های اروپای غربی) در سطح کارشناسی تدریس می‌شود. این مؤسسه به لحاظ شمار زبان‌ها و تمدن‌هایی که مورد پوشش قرار می‌دهد، در جهان منحصر به فرد است. در سطح کارشناسی ارشد و دکترا، حدود بیست گروه پژوهشی در چندین رشته علوم انسانی نظیر ادبیات، زبان‌شناسی، ترجمه پژوهی، پردازش زبان‌های طبیعی، جامعه‌شناسی، تاریخ، جغرافی، بازرگانی و روابط بین‌الملل، مجال تحقیق در باب زبان‌ها و فرهنگ‌های اقصی نقاط کره خاکی را از آلاسکا گرفته تا پرو و از چین تا یونان و تمام مناطق اروپای شرقی فراهم می‌آورند.
این مؤسسه در واقع در سال ۱۷۹۵ میلادی تحت عنوان مدرسه زبان‌های شرقی (فرانسوی|École spéciale des Langues orientales) با هدف آموزش زبانهای عربی، ترکی، فارسی و مالایی و به منظور تربیت مترجمان جوانی که بتوانند در عرصهٔ سیاست و تجارت به دولت یاری رسانند، بنیاد نهاده شده بود و صفت شرقی از آن روزگار به یادگار مانده‌است.
مدرسه زبان‌های شرقی از سال ۱۹۸۵ به مؤسسه ملی زبان‌ها و تمدن‌های شرقی یا اینالکو تغییر نام داده‌است.
از جمله استادان زبان فارسی مدرسه زبانهای شرقی می‌توان به لویی-متیو لانگلس، شارل شفر، باربیه دومنار، آنری ماسه، ژیلبر لازار و کریستف بالایی اشاره کرد. هانری کربن، آندره مالرو و نهال تجدد از دانش‌آموختگان این مدرسه بوده‌اند.